# بيت الاصروع (يريم)

تعديل مصدري - تعديل

بيت الاصروع محلة تابعة لقرية المحفد، التابعة لعزلة خودان بمديرية يريم إحدى مديريات محافظة إب في الجمهورية اليمنية.، بلغ تعداد سكانها 227 حسب تعداد اليمن لعام 2004.